# Rhyacophila maitripa
Rhyacophila maitripa är en nattsländeart som beskrevs av Schmid 1970. Rhyacophila maitripa ingår i släktet Rhyacophila och familjen rovnattsländor. Inga underarter finns listade i Catalogue of Life.